# Marc Cardona i Rovira
Marc Cardona i Rovira (Lleida, el 8 de juliol de 1995) és un futbolista català que juga per la UD Las Palmas. És internacional amb la selecció catalana

## Carrera esportiva
Cardona va néixer a Lleida, però de petit es va traslladar amb els seus pares a Andalusia, i va jugar per l'Atlético Sanluqueño CF, Xerez CD i San Benito CF en categories per edats.
El Barça el va fitxar de l'Atlètic Sanluqueño el juny de 2016. Va ser inclòs en la llista del FC Barcelona per a jugar la Lliga de Campions 2016-17.
Cardona va debutar amb el primer equip el 30 de novembre de 2016, substituint el també debutant Carles Aleñá en un empat 1 a 1 a fora contra l'Hèrcules CF, a la Copa del Rei. Va debutar a la Lliga de Campions de la UEFA sis dies després, entrant al minut 74 en substitució del trigolejador Arda Turan en una victòria per 4–0 a casa contra el Borussia Mönchengladbach.
Cardona va ajudar l'equip B a assolir la promoció a la Segona Divisió el 2017 tot marcant 15 gols. Va jugar el seu primer partit a la segona divisió el 19 d'agost d'aquell any, com a titular, i marcant el segon gol de l'equip en una victòria per 2–1 a fora contra el Reial Valladolid.
El 19 de juliol de 2018, Cardona fou cedit a la SD Eibar de La Liga per un any, amb clàusula de compra opcional. Va debutar en la categoria el 31 d'agost, com a titular, i marcant el gol de l'empat en una victòria per 2–1 a casa contra la Reial Societat.
El 25 de juny de 2019, Cardona va fitxar pel CA Osasuna de primera divisió, fins al 2023. El 5 d'octubre de l'any següent fou cedit al RCD Mallorca de segona divisió, per un any.
El 29 de juliol de 2021, Cardona va marxar a l'estranger per primer cop en la seva carrera, cedit per un any al Go Ahead Eagles de l'Eredivisie.
El 7 de juliol de 2022, Cardona va signar un contracte de dos anys amb la UD Las Palmas de segona divisió. El 20 de juny de l'any següent, després de marcar set gols durant la campanya, el seu equip va aconseguir l'ascens a la primera categoria, i va renovar el seu contracte fins al 2026.

## Internacional

### Catalunya
El 25 de març de 2019 va disputar amb la selecció catalana el partit contra Veneçuela, que va acabar amb victòria catalana per 2 a 1, a Montilivi.
El 29 de maig de 2024 va disputar amb la selecció catalana el partit contra el Panamà, que va acabar en un empat a 2, a l'Estadi de la Nova Creu Alta.

## Palmarès
Barcelona
- Copa del Rei: 2016–17